# Saltos ornamentais no Campeonato Mundial de Esportes Aquáticos de 2015 - Plataforma 10 m individual masculino
A prova da plataforma 10 m individual masculino dos saltos ornamentais no Campeonato Mundial de Esportes Aquáticos de 2015 foi realizada entre os dias 1 de agosto e 2 de agosto em Cazã na Rússia.

## Calendário
| Fase       | Data        |
| ---------- | ----------- |
| Preliminar | 1 de agosto |
| Semifinal  | 1 de agosto |
| Final      | 2 de agosto |

## Medalhistas
| Ouro         | Prata              | Bronze          |
| Qiu Bo (CHN) | David Boudia (USA) | Tom Daley (GBR) |

## Resultados
Esses foram os resultados da competição.
| Pos.              | Saltador             | Nacionalidade        | Preliminar | Preliminar | Semifinal | Semifinal | Final  | Final |
| Pos.              | Saltador             | Nacionalidade        | Pontos     | Pos.       | Pontos    | Pos       | Pontos | Pos   |
| ----------------- | -------------------- | -------------------- | ---------- | ---------- | --------- | --------- | ------ | ----- |
| Medalha de ouro   | Qiu Bo               | China                | 513.00     | 3          | 577.00    | 1         | 587.00 | 1     |
| Medalha de prata  | David Boudia         | Estados Unidos       | 552.80     | 1          | 506.15    | 5         | 560.20 | 2     |
| Medalha de bronze | Tom Daley            | Reino Unido          | 466.55     | 9          | 524.70    | 3         | 537.95 | 3     |
| 4                 | Iván García          | México               | 498.25     | 5          | 505.95    | 6         | 518.95 | 4     |
| 5                 | Benjamin Auffret     | França               | 463.60     | 10         | 461.35    | 11        | 490.25 | 5     |
| 6                 | Viktor Minibaev      | Rússia               | 518.95     | 2          | 510.95    | 4         | 486.40 | 6     |
| 7                 | Nikita Shleikher     | Rússia               | 466.75     | 8          | 468.95    | 9         | 482.70 | 7     |
| 8                 | Domonic Bedggood     | Austrália            | 441.50     | 13         | 469.05    | 8         | 470.40 | 8     |
| 9                 | Vadim Kaptur         | Bielorrússia         | 456.30     | 12         | 440.30    | 12        | 455.20 | 9     |
| 10                | Yang Jian            | China                | 501.00     | 4          | 539.75    | 2         | 451.20 | 10    |
| 11                | Sascha Klein         | Alemanha             | 476.20     | 7          | 487.05    | 7         | 445.55 | 11    |
| 12                | José Ruvalcaba       | México               | 428.90     | 17         | 467.10    | 10        | 442.15 | 12    |
| 13                | James Connor         | Austrália            | 435.95     | 15         | 427.75    | 13        |        |       |
| 14                | Martin Wolfram       | Alemanha             | 487.90     | 6          | 407.90    | 14        |        |       |
| 15                | David Dinsmore       | Estados Unidos       | 462.75     | 11         | 403.80    | 15        |        |       |
| 16                | Vincent Riendeau     | Canadá               | 435.45     | 16         | 396.10    | 16        |        |       |
| 17                | Kim Yeong-nam        | Coreia do Sul        | 427.30     | 18         | 389.05    | 17        |        |       |
| 18                | Matthew Lee          | Reino Unido          | 437.35     | 14         | 357.60    | 18        |        |       |
| 19                | Maksym Dolgov        | Ucrânia              | 424.80     | 19         |           |           |        |       |
| 20                | Maxim Bouchard       | Canadá               | 407.40     | 20         |           |           |        |       |
| 21                | Yu Okamoto           | Japão                | 402.10     | 21         |           |           |        |       |
| 22                | Ooi Tze Liang        | Malásia              | 400.75     | 22         |           |           |        |       |
| 23                | Jesús Liranzo        | Venezuela            | 399.30     | 23         |           |           |        |       |
| 24                | Jeinkler Aguirre     | Cuba                 | 393.80     | 24         |           |           |        |       |
| 25                | Kim Sun-bom          | Coreia do Norte      | 388.60     | 25         |           |           |        |       |
| 26                | Francesco Dell'Uomo  | Itália               | 388.35     | 26         |           |           |        |       |
| 27                | Sebastián Villa      | Colômbia             | 384.80     | 27         |           |           |        |       |
| 28                | Woo Ha-ram           | Coreia do Sul        | 382.65     | 28         |           |           |        |       |
| 29                | Lev Sargsyan         | Armênia              | 374.10     | 29         |           |           |        |       |
| 30                | Víctor Ortega        | Colômbia             | 373.60     | 30         |           |           |        |       |
| 31                | Rafael Quintero      | Porto Rico           | 367.45     | 31         |           |           |        |       |
| 32                | Jesper Tolvers       | Suécia               | 366.35     | 32         |           |           |        |       |
| 33                | Maicol Verzotto      | Itália               | 359.35     | 33         |           |           |        |       |
| 34                | Espen Valheim        | Noruega              | 358.05     | 34         |           |           |        |       |
| 35                | Chew Yiwei           | Malásia              | 353.70     | 35         |           |           |        |       |
| 36                | Isaac Souza          | Brasil               | 352.25     | 36         |           |           |        |       |
| 37                | Oscar Ariza          | Venezuela            | 336.80     | 37         |           |           |        |       |
| 38                | Cătălin Cozma        | Roménia              | 331.85     | 38         |           |           |        |       |
| 39                | Alexis Jandard       | França               | 322.20     | 39         |           |           |        |       |
| 40                | Jackson Oliveira     | Brasil               | 318.55     | 40         |           |           |        |       |
| 41                | Daniel Jensen        | Noruega              | 316.10     | 41         |           |           |        |       |
| 42                | Vladimir Harutyunyan | Armênia              | 313.45     | 42         |           |           |        |       |
| 43                | Frandiel Gómez       | República Dominicana | 306.95     | 43         |           |           |        |       |
| 44                | Takuma Hagita        | Japão                | 290.70     | 44         |           |           |        |       |
| 45                | Youssef Ezzat        | Egito                | 282.50     | 45         |           |           |        |       |
| 46                | Mohab El-Kordy       | Egito                | 276.90     | 46         |           |           |        |       |
| 47                | Yusmandy Paz         | Cuba                 | 249.00     | 47         |           |           |        |       |
| 48                | Botir Khasanov       | Uzbequistão          | 209.25     | 48         |           |           |        |       |